# 行動學習法
行動研究(Action research)，是一種從實踐經驗中研究得來的學習方式。這種學習方式由心理學家库尔特·勒温提倡。

## 外部連結
- 南十字星大學：行動學習法研究論文
- 行動學習(Action Learning) 簡介
- 行动学习法在教师教育技术培训中的应用